# Lubiczobra

Herb

Lubiczobra – herb szlachecki.

## Opis herbu
W słup, w polu błękitnym – podkowa srebrna z krzyżem kawalerskim złotym nad barkami, oraz w środku; w polu czerwonym – miecz między dwoma sierpami ze złotymi rękojeściami. Klejnot: trzy pióra strusie. Labry z prawej strony czerwono-złote, z lewej błękitno-złote.

## Najwcześniejsze wzmianki
Nadany przez cesarza Mikołaja I w 1845 Brykczyńskiemu.

## Herbowni
Brykczyński,